# Flugplatz Olten

i7
i11
i13
Der Flugplatz Olten, auch Flugplatz Gheid genannt, ist ein privater Segelflug-Flugplatz in Olten im Kanton Solothurn. Er wird durch die Segelfluggruppe Olten betrieben.

## Lage
Der Flugplatz liegt etwa 2 km südwestlich von Olten  auf dem Gebiet der politischen Gemeinde Olten. Naturräumlich liegt der Flugplatz im Tal der Aare zwischen der südlichsten Kette des Faltenjuras und der vorgelagerten Hügelreihe Born und Engelberg.

## Flugbetrieb
Am Flugplatz Olten findet ausschliesslich Flugbetrieb mit Segelflugzeugen statt. Die Segelflugzeuge werden per Windenstart in die Luft befördert. Der Flugplatz verfügt über eine 830 m lange Start- und Landebahn aus Gras. Nicht am Platz stationierte Segelflugzeuge benötigen eine Genehmigung des Platzhalters (PPR), um in Olten landen zu können. Der Flugplatz ist für auswärtige, motorgetriebene Flugzeuge gesperrt.

## Geschichte
Die Segelfluggruppe Olten wurde im zweiten Quartal des Jahres 1934 gegründet. Im Zweiten Weltkrieg wurde der Flugplatz mit einer Messerschmitt-Staffel von fünf Flugzeugen belegt. Im Jahr 1978 wurden auf dem Flugplatz sämtliche Motorflugaktivitäten verboten. Die Start- und Landebahn wurde im Jahr 1993 auf ihre heutige Länge erweitert.